# Frisa
Frisa is een gemeente in de Italiaanse provincie Chieti (regio Abruzzen) en telt 1942 inwoners (31-12-2004). De oppervlakte bedraagt 11,4 km², de bevolkingsdichtheid is 176 inwoners per km².
De volgende frazioni maken deel uit van de gemeente: Frisa, Badia, Colle Alto, Colle della Fonte, Guastameroli, Vallone.

## Demografie
Frisa telt ongeveer 667 huishoudens. Het aantal inwoners daalde in de periode 1991-2001 met 4,9% volgens cijfers uit de tienjaarlijkse volkstellingen van ISTAT.
| Jaar | Inwoneraantal |
| ---- | ------------- |
| 1991 | 2041          |
| 2001 | 1940          |

## Geografie
Frisa grenst aan de volgende gemeenten: Crecchio, Lanciano, Ortona, Poggiofiorito, San Vito Chietino.